# Аеродром Бергамо
Међународни аеродром Орио ал Серио Бергамо (: , : ; итал. Aeroporto di Bergamo-Orio al Serio), незванично Аеродром Милано-Бергамо, је аеродром уз Бергамо у северној Италији. Аеродром је смештен на 4 km југоисточно од града. Аеродром служи и као једна од три ваздушне луке много већег Милана (поред Малпенсе и Линатеа), који је удаљен 45 km југозападно од аеродрома.
Аеродром Малпенса је трећи по промету путничког саобраћаја у Италији - 2018. године кроз њега је прошло близу 13 милиона путника.
Аеродром је махом усмерен на нискотарифне авио-превознике. То је и авио-чвориште за „Рајанер”.